# Heribert Weber
Heribert Weber (Pöls, 1955. június 28. –) válogatott osztrák labdarúgó, hátvéd, edző.

## Pályafutása

### Klubcsapatban
Az FC Pöls korosztályos csapatában kezdte a labdarúgást. 1974 és 1978 között a Sturm Graz labdarúgója volt. 1978 és 1989 között a Rapid Wien csapatában szerepelt, ahol négy-négy bajnoki címet és osztrák kupagyőzelmet szerzett. Tagja volt az 1984–85-ös idényben KEK-döntős együttesnek. 1989 és 1994 között az SV Salzburg játékosa volt. A salzburgi csapattal egy bajnoki címet szerzett és az 1993–94-es idényben UEFA-kupadöntős volt.

### A válogatottban
1976 és 1989 között 68 alkalommal szerepelt az osztrák válogatottban és egy gólt szerzett. Tagja volt az 1978-as argentínai és az 1982-es spanyolországi világbajnokságon részt vevő csapatnak.

### Edzőként
1994–95-ben az FC Puch csapatánál kezdte az edzői pályafutását. 1995 és 1996 között az osztrák korosztályos válogatottaknál dolgozott. 1996 és 1998 között az SV Salzburg, 1998 és 2000 között a Rapid Wien vezetőedzője volt. 2001–02-ben a német 1. FC Saarbrücken szakmai munkáját irányította. 2003–04-ben az SC Untersiebenbrunn edzőjeként tevékenykedett. 2008 és 2010 között az Admira Wacker Mödling sportigazgatójaként dolgozott.

## Sikerei, díjai
Sturm Graz
- Osztrák kupa
  - döntős: 1975

 Rapid Wien
- Osztrák bajnokság
  - bajnok (4): 1981–82, 1982–83, 1986–87, 1987–88
  - 2. (3) : 1983–84, 1984–85, 1985–86
- Osztrák kupa
  - győztes (4): 1983, 1984, 1985, 1987
  - döntős: 1986
- Osztrák szuperkupa
  - győztes (3): 1986, 1987, 1988
- Kupagyőztesek Európa-kupája (KEK)
  - döntős: 1984–85

 SV Salzburg
- Osztrák bajnokság
  - bajnok: 1993–94
  - 2. (2): 1991–92, 1992–93
- UEFA-kupa
  - döntős: 1993–94